# دیوید وایسمن
دیوید وایسمن فیلمنامه‌نویس و کارگردان آمریکایی است که بیشتر به خاطر کمدی‌هایش شناخته می‌شود. او اغلب با دیوید دایموند همکاری می‌کند. دایموند و وایسمن در دوران دبیرستان، در آکادمی عبری آکیبا (که اکنون آکادمی عبری جک ام. باراک نام دارد) با هم آشنا شدند. آنها در سال ۱۹۸۳ فارغ‌التحصیل شدند.
از جمله فیلم‌های او می‌توان به رویای یک رؤیای کوچک ۲ (تنها پروژهٔ تهیه‌کنندگی او که فیلمنامه‌اش با دایموند مشترک نبوده)، مرد خانواده، سگ‌های پیر، هنگامی که در رم، تکامل و فیلم تلویزیونی مینیتمن اشاره کرد.

## حرفه
این دو نفر اولین فیلم‌نامهٔ سفارشی خود، بچهٔ تیزپا، را در سال ۱۹۹۴ به کمپانی فاکس قرن بیستم فروختند. اولین پروژهٔ تولیدشدهٔ آنها در سال ۲۰۰۰ با نام مرد خانواده با بازی نیکلاس کیج و تیا لئونی از راه رسید. شرکت تهیه‌کنندگی کیج، ساترن فیلمز، در تولید این فیلم کمک کرد. فیلم «مرد خانواده» با فروش ۱۵٫۱ میلیون دلار در آخر هفته افتتاحیه خود، در رتبهٔ سوم گیشهٔ آمریکای شمالی قرار گرفت و پس از آنچه زنان می‌خواهند و دورافتاده که در صدر جدول قرار داشتند، قرار گرفت.
دایموند و وایسمن در مرحلهٔ بعدی کمدی علمی-تخیلی تکامل را به کارگردانی ایوان رایتمن نوشتند. تکامل بر اساس داستانی از دان جاکوبی ساخته شده بود که بعداً به همراه دایموند و وایسمن آن را به فیلمنامه تبدیل کرد. این فیلم در ابتدا قرار بود یک فیلم علمی تخیلی ترسناک جدی باشد، تا اینکه رایتمن بخش زیادی از فیلمنامه را از نو نوشت. یک مجموعهٔ پویانمایی کوتاه با نام بیگانه‌سازان: تکامل ادامه دارد که تا حدودی بر اساس فیلم ساخته شده بود، ماه‌ها پس از اکران فیلم پخش شد. آنها با اندرو پانای، تهیه‌کنندهٔ مهمانان ناخواندهٔ عروسی، در فیلم‌های سگ‌های پیر و هنگامی که در رم همکاری کردند.
این دو نفر در سال ۲۰۱۹، یک راهنمای فیلمنامه‌نویسی با عنوان ضد گلوله: نوشتن فیلمنامه‌هایی که شکست نمی‌خورند منتشر کردند. این کتاب برپایهٔ تجربهٔ گستردهٔ آنها در سینما نوشته شده بود.